# Philia
La philía (filia, in greco antico φιλία) è una forma di amore descritta nella letteratura e filosofia greche antiche, in cui prevale la dimensione fraterna e amichevole della relazione tra gli amanti, traducibile pertanto come «amicizia», o «affetto», in quanto legame basato sulla stima, la simpatia e la fiducia.

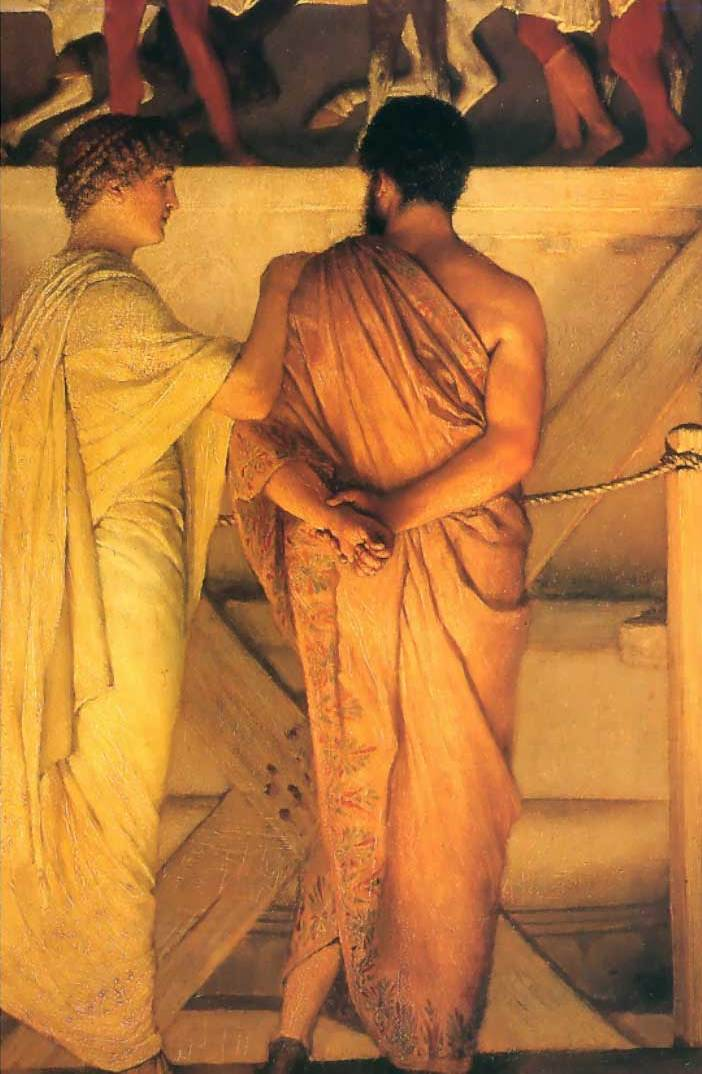
Fidia mostra i fregi del Partenone ai suoi amici, dettaglio da un dipinto di Lawrence Alma-Tadema (1868)

Si distingue dall'amore erotico (eros), la cui caratteristica principale è l'intenso desiderio dell'amante, e dall'agape, amore altruistico e disinteressato, particolarmente in voga tra gli autori cristiani, e che non presuppone necessariamente un rapporto d'amicizia.
Il termine, dal significato equivalente anche nella forma dell'aggettivo sostantivato philos (φίλος, «amico»), si ritrova in italiano all'interno di parole composte nel suffisso -filo-, o -filia, che indicano propensione amorosa verso qualcosa, ad esempio nell'espressione «filo-sofo» o «filo-sofia» («amore per la sapienza»).

## Storia del concetto
Il tema della philia era stato già trattato dai filosofi presocratici; per Empedocle, ad esempio, essa è una forza cosmica che ricompone in armonia i quattro elementi (terra, acqua, aria e fuoco) nello Sfero.
Indagini più approfondite furono svolte da Platone nel Liside, secondo cui l'amicizia si fonda sul Bene quale principio unificante che spinge ogni essere a farvi ritorno, e da Aristotele.
Quest'ultimo in particolare se ne occupa nei libri ottavo e nono dell'Etica Nicomachea. Esistono per Aristotele tre forme di philia:
- Philia basata sull'interesse reciproco, quando l'amore cioè risulta condizionato da un'utilità o una convenienza provvisoria.[10]
- Philia basata sul piacere reciproco, caratterizzato a sua volta da instabilità a lungo termine.[10]
- Philia basata sul bene reciproco, in cui si apprezza l'altro per le sue doti effettive:[10] è questo il rapporto d'amicizia più nobile e autentico, che comprende e supera gli altri due, perché consiste di una benevolenza fine a se stessa.[9]

(Aristotele, Etica Nicomachea, libro VIII, capitolo II, trad. it. di C. Natali, Bari, Laterza, 2005)
Il termine ricorre poi in Plotino, e come Philos anche in Dante, nel Convivio, dove viene utilizzato per spiegare la natura della passione amorosa del filosofo.